# Aeonium spathulatum
Aeonium spathulatum (Hornem.) Praeger es una especie de planta fanerógama tropical con hojas suculentas del género Aeonium en la familia de las crasuláceas.

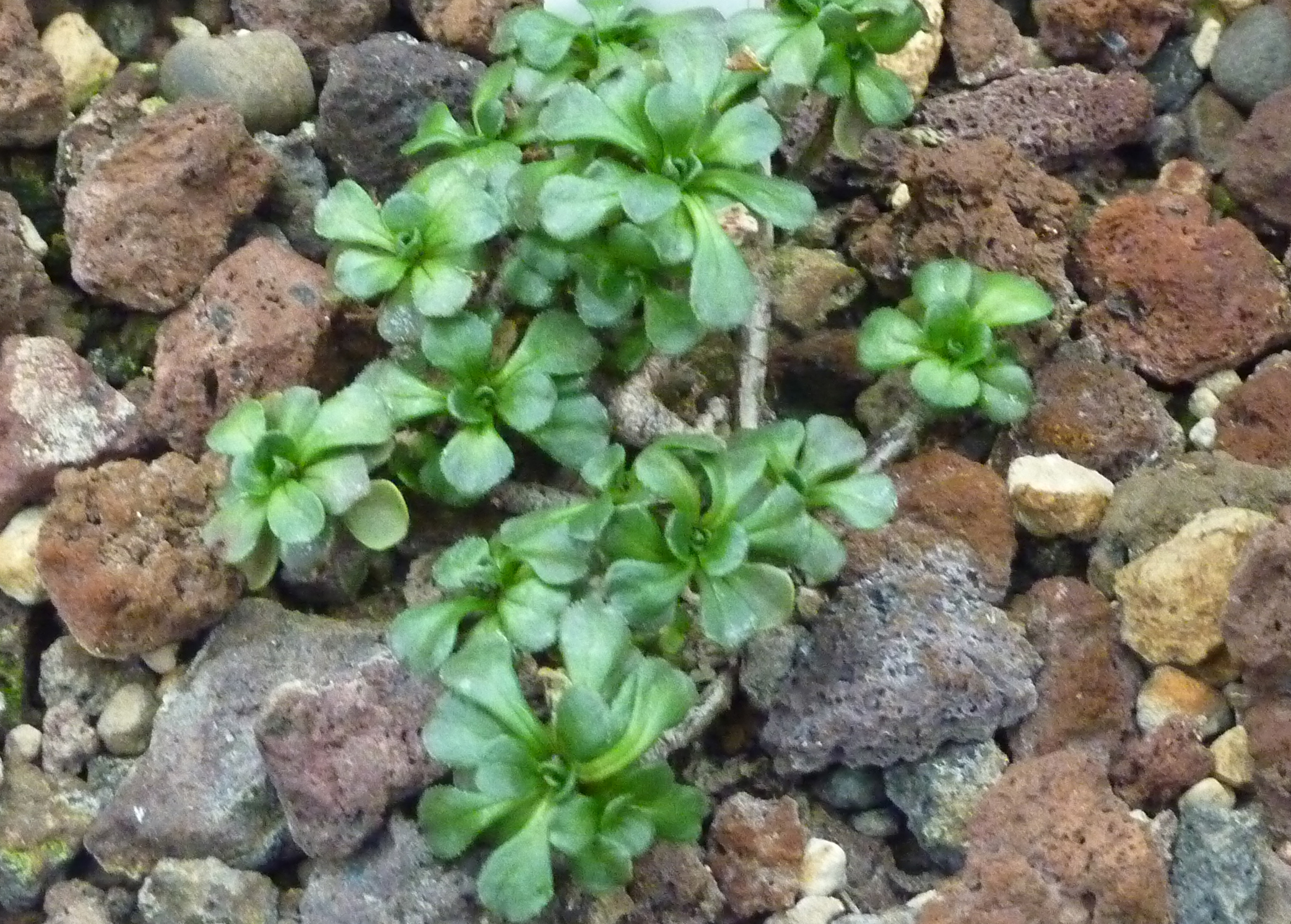
Vista de la planta

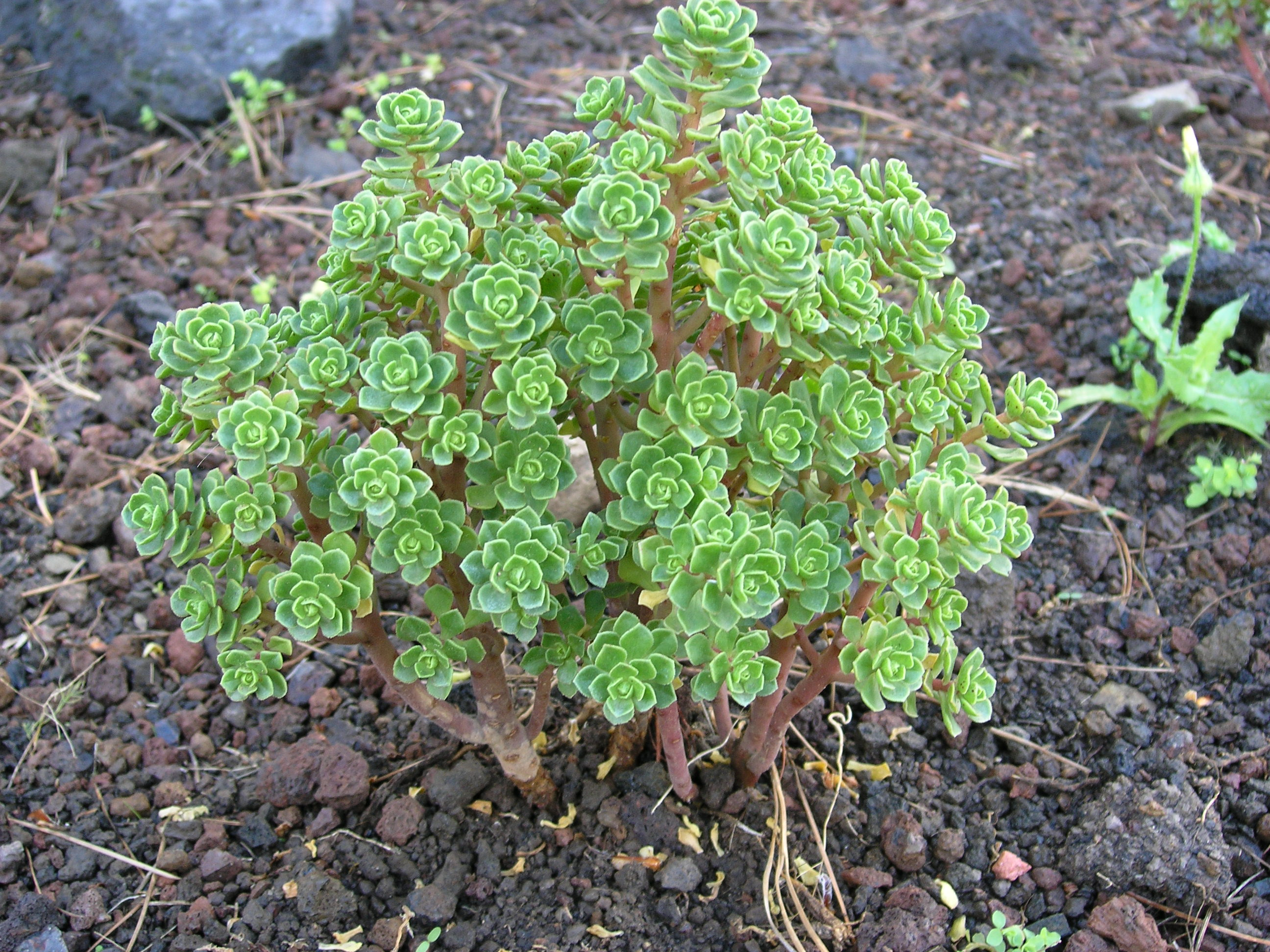
Vista de las hojas

## Distribución geográfica
Aeonium spathulatum es un endemismo de El Hierro, La Palma, La Gomera, Tenerife y Gran Canaria en las Islas Canarias.

## Descripción
A.spathulatum pertenece al grupo de especies arbustivas pequeñas, con tallos ramificados que alcanza los 90 cm de altura y hojas cortas de 3 cm de longitud. Se diferencia de otras especies porque las hojas, espatuladas y de pequeño tamaño, poseen glándulas lineares, siendo las ramas lisas y sin pelos blancos. Las flores son de color amarillo dorado. Se diferencian dos variedades: var.spathulatum y var.cruentum (Webb et Berth.) Praeger, esta última solo en las islas de El Hierro y La Palma

## Taxonomía
Aeonium spathulatum fue descrita por (Hornem.) Praeger  y publicado en Proceedings of the Royal Irish Academy xxxviii. Sect. B, 482 (1929).
Etimología
Ver: Aeonium
spathulatum: epíteto latino que significa "espatulado", es decir, con forma de cuchara, aludiendo a la forma de las hojas.
Sinonimia
- Aeonium bentejui Webb ex Christ
- Aeonium cruentum Webb & Berthel.
- Aeonium strepsicladum Webb & Berthel.
- Aldasorea strepsiclada (Webb & Berthel.) F.Haage & M.Schmidt
- Sempervivum spathulatum Hornem.[4]